# ولور (هند)
ولور (به انگلیسی: Vellore) یک شهر در هند است که در بخش ولور واقع شده‌است. ولور ۴۸۴٬۶۹۰ نفر جمعیت دارد و ۲۱۶ متر بالاتر از سطح دریا واقع شده‌است.